# Capohuiza
Capohuiza es una localidad tipo congregación del municipio de Navojoa ubicada en el sur del estado mexicano de Sonora, en la zona del valle del río Mayo. Según los datos del Censo de Población y Vivienda realizado en 2010 por el Instituto Nacional de Estadística y Geografía (INEGI), Capohuiza tiene un total de 996 habitantes.

## Geografía
Capohuiza se sitúa en las coordenadas geográficas 27°7′55″ de latitud norte y 109°26′55″ de longitud oeste del meridiano de Greenwich, a una elevación de 40 metros sobre el nivel del mar.